# Guineas flagga
Guineas flagga är en trikolor i de panafrikanska färgerna rött, gult och grönt. Flaggan antogs av Guinea den 10 november 1958 och har proportionerna 2:3

## Symbolik
Det självständiga Guineas förste president Sékou Touré förklarade i ett tal vad färgerna i den guineanska flaggan stod för:
- Rött är blodets färg som symboliserar frihetskampens offer och Guineas antikoloniala martyrer. Rött är också den svett som rinner över arbetarnas ebenholzsvarta kroppar och förhoppningen om en bättre framtid. Därmed stämmer rött väl överens med det första ordet i nationens valspråk: Arbete.
- Gult är guldets och den afrikanska solens färg, källan till kraft som generöst och jämlikt sprids över alla människor. Därför motsvarar färgen gult det andra ordet i nationens valspråk: Rättvisa.
- Grönt är den afrikanska växtlighetens färg, som symboliserar jordbrukets rikedomar men också de svårigheter som befolkningen på landsbygden står inför. Färgen grönt motsvarar därför det tredje ordet i landets valspråk: Solidaritet.

## Historik
Färgerna är de traditionella panafrikanska, och användes av frihetsrörelsen Rassemblement démocratique africain före självständigheten 1958. Självständighetsrörelsen hade i sin tur hämtat färgerna från Ghanas flagga som antogs 1957. Flaggans utformning med tre lika breda vertikala band kommer från den franska flaggan och påminner om tiden som fransk koloni.